# Léon Jehin
Léon Jehin (Spa, 17 luglio 1853 – Monaco, 14 febbraio 1928) è stato un direttore d'orchestra e compositore belga, associato in particolare alla vita musicale e al teatro dell'opera di Monte Carlo. Compose anche  l'inno nazionale di Monaco.

## Biografia
Jehin nacque a Spa, in Belgio. Studiò al conservatorio di Liegi e poi a Bruxelles. Fu violinista a La Monnaie nella capitale belga, poi fu direttore d'orchestra ad Anversa, Aix-les-Bains e al Covent Garden. Divenuto assistente di direzione a Bruxelles, dal 1889 fino alla sua morte fu nominato direttore dell'Opera di Monte Carlo in successione ad Arthur Steck. La sua prima esibizione fu dirigendo Mireille. Oltre a dirigere il repertorio centrale all'opera di Monte Carlo, diresse le anteprime di numerose altre opere.
Nel 1889 sposò il mezzosoprano Blanche Deschamps, con la quale aveva lavorato a Bruxelles. Nel 1953 nel Casinò si tenne un concerto in sua memoria, per il centenario della sua nascita.
Nel 1910 a La Monnaie Jehin diresse Don Quichotte con il cast della prima e l'orchestra di Monte Carlo, oltre a Ivan le terrible (prima) e Le vieil aigle di Raoul Gunsbourg.
Morì a Monaco a 74 anni.

## Anteprime dirette
- Hulda (Franck) 8 marzo 1894
- La jacquerie (Édouard Lalo e Arthur Coquard) 9 maggio 1895
- Ghiselle (Franck) 30 marzo 1896
- Messaline (Isidore de Lara) 21 marzo 1899
- Le jongleur de Notre-Dame (Massenet) 18 febbraio 1902
- Chérubin (Massenet) 14 febbraio 1905
- Don Procopio (Bizet) 10 marzo 1906
- Thérèse (Massenet) 7 febbraio 1907
- Don Quichotte (Massenet) 19 febbraio 1910
- Déjanire (Saint-Saëns) 14 marzo 1911
- Roma (Massenet) 17 febbraio 1912
- Pénélope (Fauré) 4 marzo 1913
- Cléopâtre (Massenet) 23 febbraio 1914
- Béatrice (Messager) 21 marzo 1914
- Amadis (Massenet) 1 aprile 1922

## Composizioni
Le composizioni di Jehin includono un'Hymne à la Charte per solisti, coro e orchestra (Monte-Carlo, 1889), Scherzo symphonique (1902), Intermezzo per corno e orchestra (1909), una Marche Inaugurale (per l'apertura del Museo Oceanografico, 1909 ) e una Suite Symphonique (1921).